# Црни орао
Црни орао (лат. Clanga clanga) средње је велики орао из рода Clanga и породице јастребова (лат. Accipitridae).

## Опис
Црни орао је најсличнији орлу кликташу, од кога је нешто већи. Достиже дужину од 59 до 71 цм, распон крила је од 157 до 179 цм, а телесна маса му је од 1,6 до 2,5 килограма. Средње је величине са широким крилима која завршавају дугим перима и има мали кљун.

## Понашање
У време зимовања, врста је друштвеније него у време гнежђења. Па се тада могу видети мала јата од до 10 птица различите старости која заједно надлећу земљу у потрази за храном. Такође се могу видети у друштву са другим врстама из породице јастребова (Accipitridae) као што је црна луња (Milvus migrans) или степски орао (Aquila nipalensis), које се значајно разликују у величини од црног орла.

## Станиште
Црни орао је птица селица и главно станиште су му Источна Европа и Русија, док зимује у североисточној Африци и јужној и југоисточној Азији. У Европи је црни орао једна од најугроженијих птица грабљивица. На подручју Европе, без Русије, гнезди се тек 70 парова, и то углавном у Пољској. Од 1994. године се налази на IUCN-овом црвеном попису угрожених врста.